# محمدجواد ابراهیمی
محمدجواد ابراهیمی (زادهٔ ۱۰ آبان ۱۳۷۱) کشتی‌گیر آزادکار و ورزشکار اهل سوادکوه شمالی تیم ملی ایران است. وی برنده‌ی دو مدال طلا در قهرمانی آسیا ۲۰۱۸ و قهرمانی آسیا ۲۰۲۰ در وزن ۹۲ کیلوگرم شده‌است.

## فعالیت حرفه‌ای ورزشی

### قهرمانی آسیا ۲۰۱۸
محمدجواد ابراهیمی در وزن ۹۲ کیلوگرم مسابقات قهرمانی آسیا ۲۰۱۸ توانست چانگ سو از کره جنوبی را ۱۰ بر ۰، لین زوشن از چین را ۷ بر ۳ و آدیلیت داولومبایف از قزاقستان را ۵ بر ۳ شکست داد و به مدال طلا دست پیدا کرد.

### قهرمانی آسیا ۲۰۲۰
در مسابقات قهرمانی آسیا ۲۰۲۰ و در وزن ۹۲ کیلوگرم محمدجواد ابراهیمی در دور نخست با نتیجهٔ ۶ بر ۲ ایلیسخان چالیف از قزاقستان را شکست داد و سپس در نیمه‌نهایی ۱۰ بر ۲ آجی نیاز صفرنیازاف از ازبکستان را مغلوب کرد و به دیدار نهایی راه یافت. ابراهیمی در دیدار نهایی به مصاف تاکوما اوتسو از ژاپن رفت و به پیروزی ۱۰ بر صفر دست یافت.

### دیگر عناوین در رده جوانان
- طلای قهرمانی جوانان جهان ۲۰۱۲ پاتایا تایلند
- طلای قهرمانی جوانان آسیا ۲۰۱۲ قرقیزستان